# Beate Anders
Beate Gummelt (née Anders le 4 février 1968 à Leipzig) est une athlète allemande spécialiste de la marche athlétique. Elle est mariée à Bernd Gummelt, également marcheur allemand.

## Palmarès
| Date | Compétition                    | Lieu      | Place | Épreuve        |
| ---- | ------------------------------ | --------- | ----- | -------------- |
| 1987 | Championnats du monde          | Rome      | 16e   | 10 km marche   |
| 1989 | Championnats du monde en salle | Budapest  | 2e    | 3 000 m marche |
| 1990 | Championnats d'Europe en salle | Glasgow   | 1re   | 3 000 m marche |
| 1991 | Championnats du monde en salle | Séville   | 1re   | 3 000 m marche |
| 1991 | Championnats du monde          | Tokyo     | 10e   | 10 km marche   |
| 1992 | Championnats d'Europe en salle | Gênes     | 3e    | 3 000 m marche |
| 1992 | Jeux olympiques                | Barcelone | 16e   | 10 km marche   |
| 1993 | Championnats du monde en salle | Toronto   | 4e    | 3 000 m marche |
| 1993 | Championnats du monde          | Stuttgart | 5e    | 10 km marche   |
| 1994 | Championnats d'Europe en salle | Paris     | 2e    | 3 000 m marche |
| 1995 | Championnats du monde          | Göteborg  | 10e   | 10 km marche   |
| 1996 | Jeux olympiques                | Atlanta   | DQ    | 10 km marche   |
| 2000 | Jeux olympiques                | Sydney    | 19e   | 20 km marche   |

## Records
| Épreuve                | Temps           | Lieu             | Date          |
| ---------------------- | --------------- | ---------------- | ------------- |
| 3 000 m marche (salle) | 11 min 50 s 90  | Séville          | 9 mars 1991   |
| 5 000 m marche         | 20 min 07 s 52  | Rostock          | 23 juin 1990  |
| 10 km marche           | 41 min 51 s     | Eisenhüttenstadt | 11 mai 1996   |
| 20 km marche           | 1 h 31 min 45 s | Naumburg         | 30 avril 2000 |